# 莽汉主义
莽汉主义由李亚伟、万夏等于1984年成立，是一种以反传统文化为特征的诗歌流派。
莽汉主义抛弃风雅，主张对生命意义的还原，反对以诗歌的方式对世界进行主观的美化，莽汉主义的代表人物有李亚伟，万夏，胡冬，马松等。
1986年莽汉主义作为诗歌团体组织终止了活动而宣告解散。

## 相关连接
- 中国诗歌库
- 中国诗歌史 （页面存档备份，存于）